# 北岳
北岳（きただけ）は、山梨県南アルプス市にある標高3193 mの山。赤石山脈（南アルプス）北部に位置し、富士山に次ぐ日本第2位の高峰である。

## 概要
富士山に次ぐ日本第二の高峰であり、火山でない山としては日本で最も高い。日本百名山、新・花の百名山及び山梨百名山に選定されており、同じく日本百名山の一峰の間ノ岳、日本二百名山の農鳥岳とともに白峰三山を構成する。「南アルプスの盟主」とも呼ばれる名峰であり、登山者からも飛騨山脈（北アルプス）の槍ヶ岳、穂高岳、剱岳などに並んで人気を誇る。当山から中白根山を経て間ノ岳への約4 kmの稜線は「天上の散歩道」と呼ばれる。野呂川 (早川の支流) の源流の山であり、山体は他の県と接しておらず山梨県内に含まれる。全山古生層の堆積岩から成る。山体の東側斜面は北岳バットレスと呼ばれる岩壁があり、登攀対象ともなっている。

## 人間史

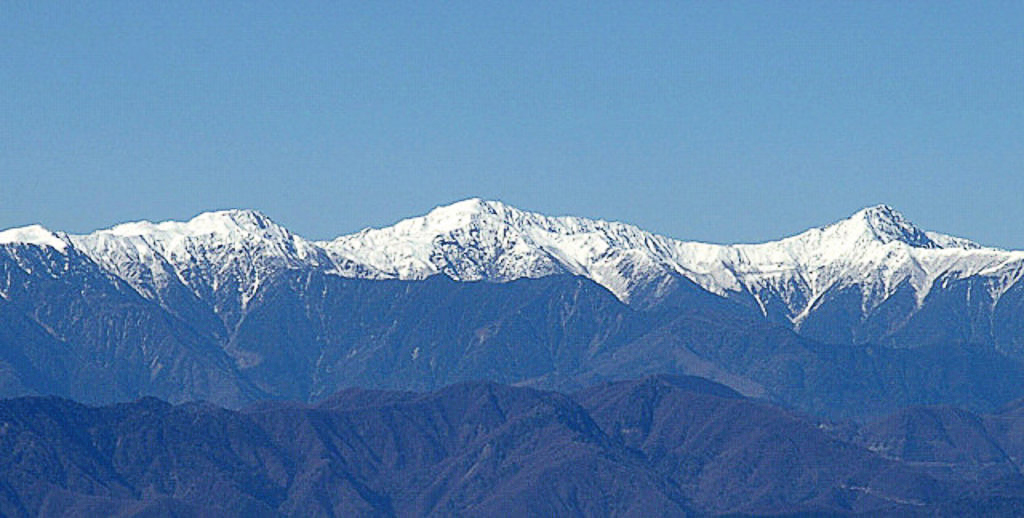
毛無山より白峰三山を望む
左から農鳥岳、間ノ岳、北岳

古くから、北岳、間ノ岳、農鳥岳一帯の山体は、「白い雪をかむった山」という意味で白根山または白峰山と呼ばれた。平安時代前期の和歌集『古今和歌集』では「君すまば甲斐の白嶺のおくなりと雪ふみわけてゆかざらめやは」と詠われ、平安期の『後拾遺和歌集』では、「いづかたと甲斐の白ねは知らねども、雪降るごとに思ひこそすれ」と詠まれた。鎌倉時代に成立した軍記文学『平家物語』では｢北に遠ざかりて雪白き山あり、問へば甲斐の白嶺といふ」と記された。
江戸時代後期に成立した甲斐国地誌『甲斐国志』では、「南北に連なりて三峯あり、其北の方最も高き者を指して今専ら白峯と称す」と記された。南北に連なる白峰山の、一番北にあることから北岳と呼ばれるようになった。現在では三つの峰それぞれを1つの山として取り扱っているが、これらの山々を合わせて白峰三山（しらねさんざん）と呼ぶこともある。
また、江戸時代に制作された甲斐国絵図類においても白根岳は富士山や八ヶ岳とともに冠雪や雲上表現、登山道の省略など神格表現で描写されており、甲府盆地を抱く特殊な霊山として認識されていたと考えられている。
1964年（昭和39年）6月1日には、赤石山脈の多くの山域が南アルプス国立公園に指定され、山の上部はその特別保護地区、山腹は特別地域となっている。1980年（昭和55年）には北沢峠を越える南アルプススーパー林道が開通し、その後長野県と山梨県の両方向から、登山及び観光用のバスが運行されるようになった。
2004年（平成16年）10月15日には国土地理院が最高点の標高を3193 mに改定。それ以前標高3192 mと公表されていたが、山頂の三等三角点 (3192.18 m)より南の岩盤の方が約80 cm高いことが確認されたためである。

### 登山史・登攀史
1871年（明治4年）に、巨摩郡芦安村（南アルプス市芦安）の修験者である名取直江が、広河原から白根御池を経由して登頂し、里宮・中宮・奥宮を造り開山したとされる。これ以後、北岳登頂が多くの登山家によってなされてゆく。
1902年（明治35年）8月23日には、イギリス人宣教師のウォルター・ウェストンが登頂し、1904年（明治37年）に日本を再訪問した際に再登頂した。この時、間ノ岳と仙丈ヶ岳にも登頂した。1905年（明治38年）には伊達九郎らが、白根御池から稜線ルートにて登頂。日本山岳会初代会長である小島烏水は1908年（明治41年）7月に登頂し、山頂に寛政7年（1795年）の年号が彫られた石祠を確認した。積雪期に初登頂が成されたのは1925年（大正14年）3月22日のことである。 当時京都三高山岳部であった西堀栄三郎・桑原武夫ら4人が成し遂げた。
北岳バットレス登攀の動きも積雪期初登頂から少しして見られるようになる。初登攀は1927年（昭和2年）の7月18日。京都大学の高橋健治ら4人が第5尾根より無雪期に初めて登攀した。初登攀から7年後の1934年（昭和9年）12月27日には、立教大学の浜野正男、榎本忠亮が東北尾根より積雪期の初登攀をした。7つの岩稜の中で最後まで残されたのが積雪期中央稜である。この登攀が行われたのは戦後になってからで、1958年（昭和33年）に奥山章、芳野満彦らが積雪期初登攀を成した。中央稜の初登攀は松濤明によって1942年7月30日に成された。松濤はこの時20歳、飛騨山脈南部の槍ヶ岳北鎌尾根にて死亡する7年前だった。
1962年（昭和37年）、野呂川林道（後の南アルプススーパー林道の一部）開通により、山麓の広河原までの往来がしやすくなった。登山客が増加するきっかけとなった。
登頂を目指して活発に登山が行われた明治大正時代、1924年（大正13年）に登山者のための山小屋が造られた。それから54年後の1978年（昭和53年）7月には、山梨県が北岳山荘を建造した。
第126代天皇徳仁は登山を趣味として国内の多くの山へ登り、立太子前の1987年（昭和62年）に日本山岳会に入会した。北岳登頂は同年8月11日、白峰三山縦走の際に果たしている。

## 地理
赤石山脈の北部に位置し、白根山系の北端となっている。山脈の主要山系である赤石山系とは野呂川を挟んで隔たっている。北岳の南方の稜線上には同じ白根山系に属する間ノ岳、農鳥岳、白峰南嶺の山々が連なっている。東側には池山吊尾根、北側には小太郎山のある小太郎尾根が延びる。北岳を含む白峰三山の稜線は赤石山脈の主稜線からは外れており、間ノ岳の西に位置する三峰岳で派生した支脈である。また北岳は野呂川の源流となっており、周囲を取り囲むように流れている。
山体は中生代の地層の堆積岩から構成される四万十層群に属する。赤石山脈自体がこの四万十層群に属するという傾向がある。北岳山頂部はやや険しい山容を示すが、これは石灰岩やチャート(角岩)、海洋玄武岩などの岩石が構成する混合岩石層となっているためである。これらの岩石は硬く侵食を受けにくく、よって赤石山脈ではあまり見られない鋭い峰を造る。後述の北岳バットレスも石灰岩とチャートで構成され、なだらかな尾根の続く赤石山脈において、周囲とは異なった岩石が構成要素となっている。また、北岳バットレスの岩石は海洋性のものであり、隆起前に堆積した海洋生物の化石が観察される。一方、小太郎尾根はなだらかな山容を示し、これは泥岩や砂岩などの岩石が構成要素となっているからである。
地形には、褶曲構造が多く見られることが特徴として挙げられる。褶曲構造は内的営力による造山運動が形成の原因である。一方3 kmほどしか離れていない間ノ岳では圏谷(カール)が見られる。これは、外的営力による侵食運動が形成した氷河地形の一つである。他にも小太郎尾根には二重山稜が見られる。

### 周辺の山
赤石山脈の北部に位置し、以下が近接する主な山である。
| 山容 | 名称       | 標高/m  | 三角点等級 基準点名                | 北岳からの 方角と距離/km | 備考                      |
| ---- | ---------- | ------- | ---------------------------------- | ------------------------ | ------------------------- |
|      | 甲斐駒ヶ岳 | 29670   | （一等）「甲駒ケ嶽」 （2965.58 m） | 北 9.3                   | 日本百名山                |
|      | 仙丈ヶ岳   | 3032.56 | 二等 「前岳」                      | 北西 7.1                 | 日本百名山                |
|      | 鳳凰山     | 28400   | （停止）                           | 東北東 6.7               | 日本百名山、観音岳        |
|      | 小太郎山   | 2725.08 | 三等 「小太郎岳」                  | 北 2.9                   | 小太郎尾根                |
|      | 北岳       | 31930   | （三等）「白根岳」 （3192.18 m）   | 0                        | 日本百名山 新・花の百名山 |
|      | 八本歯ノ頭 | 29200   | なし                               | 南東 0.8                 | 池山吊尾根の小ピーク      |
|      | 中白根山   | 30550   | なし                               | 南 2.0                   | 別称「中白峰」            |
|      | 間ノ岳     | 3189.50 | 三等 「相ノ岳」                    | 南 3.3                   | 日本百名山                |
|      | 農鳥岳     | 3025.90 | 二等 「農鳥山」                    | 南 5.9                   | 日本二百名山              |

### 主な山との位置関係
南アルプスの最高峰で、以下が周辺の各山域の主要な山との位置関係である。
| 山容 | 名称       | 標高/m  | 三角点等級 基準点名              | 北岳からの 方角と距離/km | 備考                 |
| ---- | ---------- | ------- | -------------------------------- | ------------------------ | -------------------- |
|      | 奥穂高岳   | 3190    |                                  | 北西 86.5                | 北アルプスの最高峰   |
|      | 木曽駒ヶ岳 | 2955.95 | 一等 「信駒ケ岳」                | 西 41.3                  | 中央アルプスの最高峰 |
|      | 赤岳       | 2899.17 | 一等 「赤岳」                    | 北 34.9                  | 八ヶ岳の最高峰       |
|      | 北岳       | 3193    | （三等）「白根岳」 （3192.18 m） | 0                        | 南アルプスの最高峰   |
|      | 富士山     | 3776    | （二等）「富士山」 3775.63 m     | 南東 56.4                | 日本の最高峰         |

### 北岳バットレス

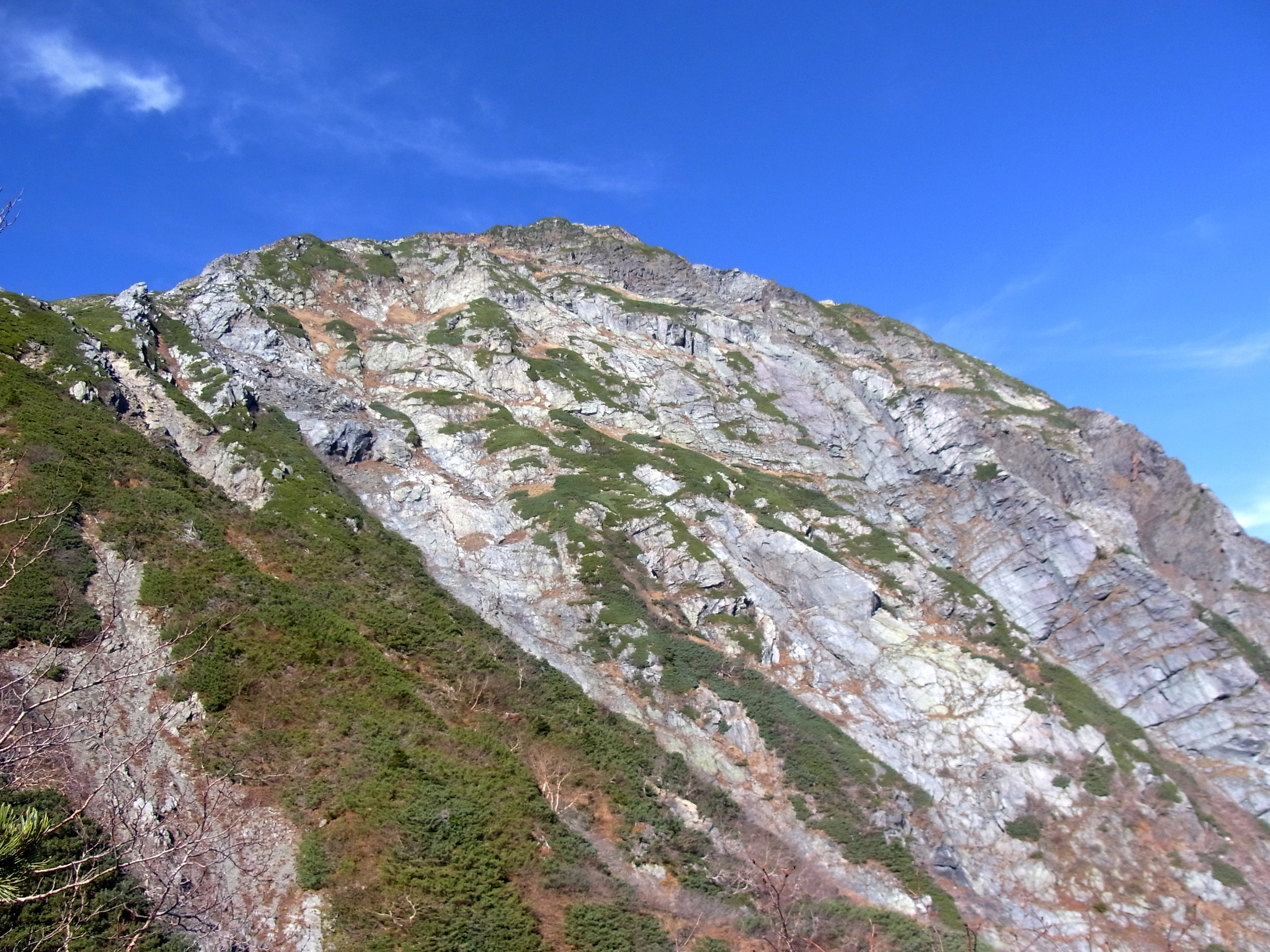
北岳バットレス

北岳バットレスとは、北岳の東側斜面にある高さ約600 mの日本最高所の岩壁であり、命名は20世紀初頭の人である小島烏水によるとされており、戦前から攀じられてきたアルパイン・クライミングの定番ルートである。主に石灰岩やチャートから構成されていて、大樺沢二俣から眺めることが出来る。2010年10月10日未明、第4尾根で大規模な崩落が発生し、登攀は禁止となった。

### 源流の河川
北岳を源流する河川は、富士川水系早川の支流である野呂川。北岳を取り囲むように流れており、北岳の山体を西側から左俣沢、東側から大樺沢として削っている。左俣沢の上流部には落差10m程の左俣大滝がある。また、同じく早川の支流である荒川も北岳を源流としているといえる。荒川の源流は西農鳥岳が主であるが、北岳南側にある北沢も荒川に流れ込んでいるためである。山梨県道37号南アルプス公園線は、奈良田温泉方面から野呂川に沿って広河原まで延び、広河原から北沢峠方面に南アルプス林道が延び、この林道は南アルプス市の登山観光用バスに利用されている。北沢峠は野呂川の支流である北沢峠と天竜川水系の三峰川支流の戸台川との分水嶺である。北岳の山頂付近から延びる池山吊尾根、小太郎尾根、西尾根は野呂川で終端となる。

## 動植物

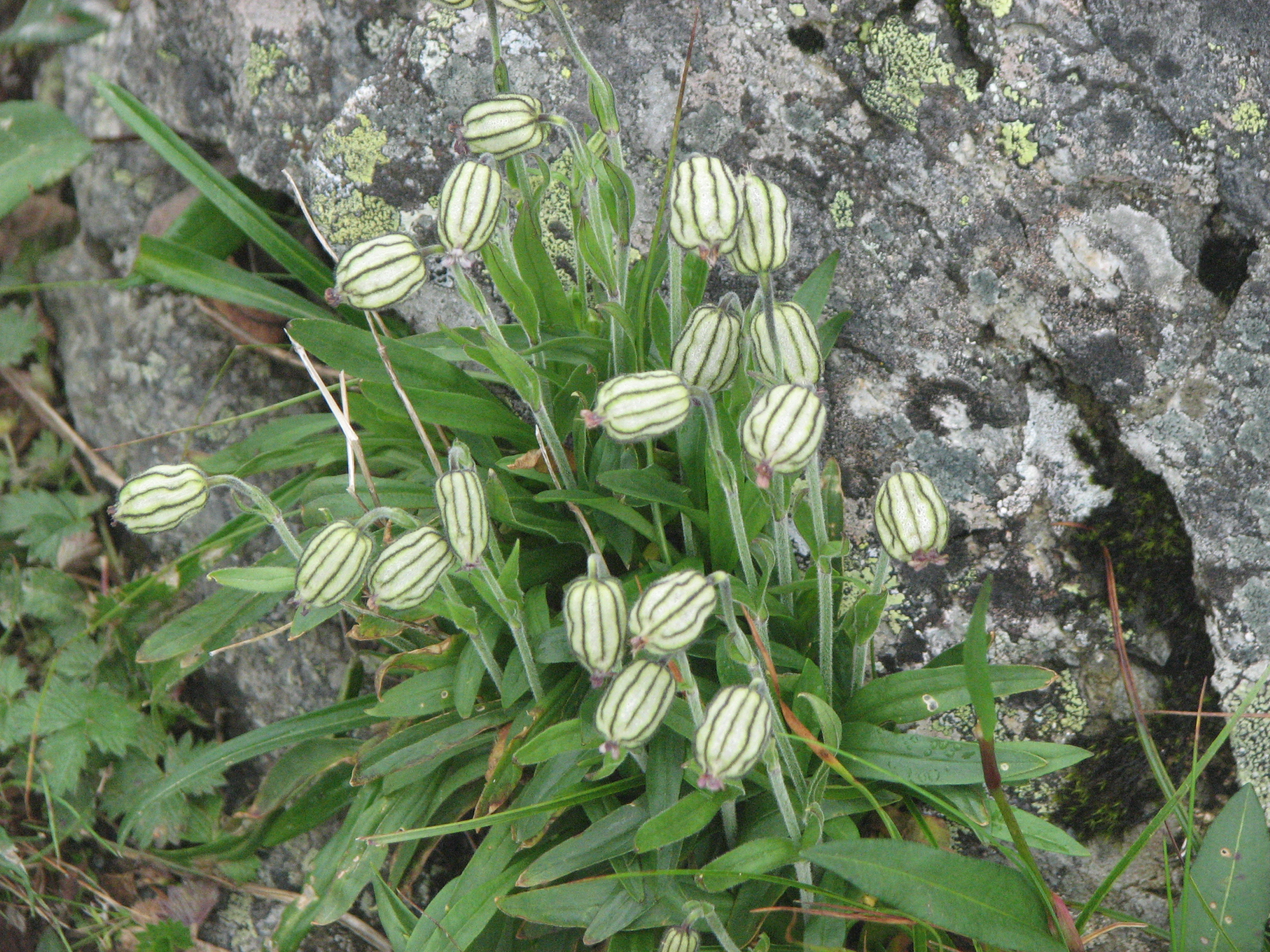
タカネマンテマ。北岳南稜頂上付近の登山道にて。2009年8月8日撮影。

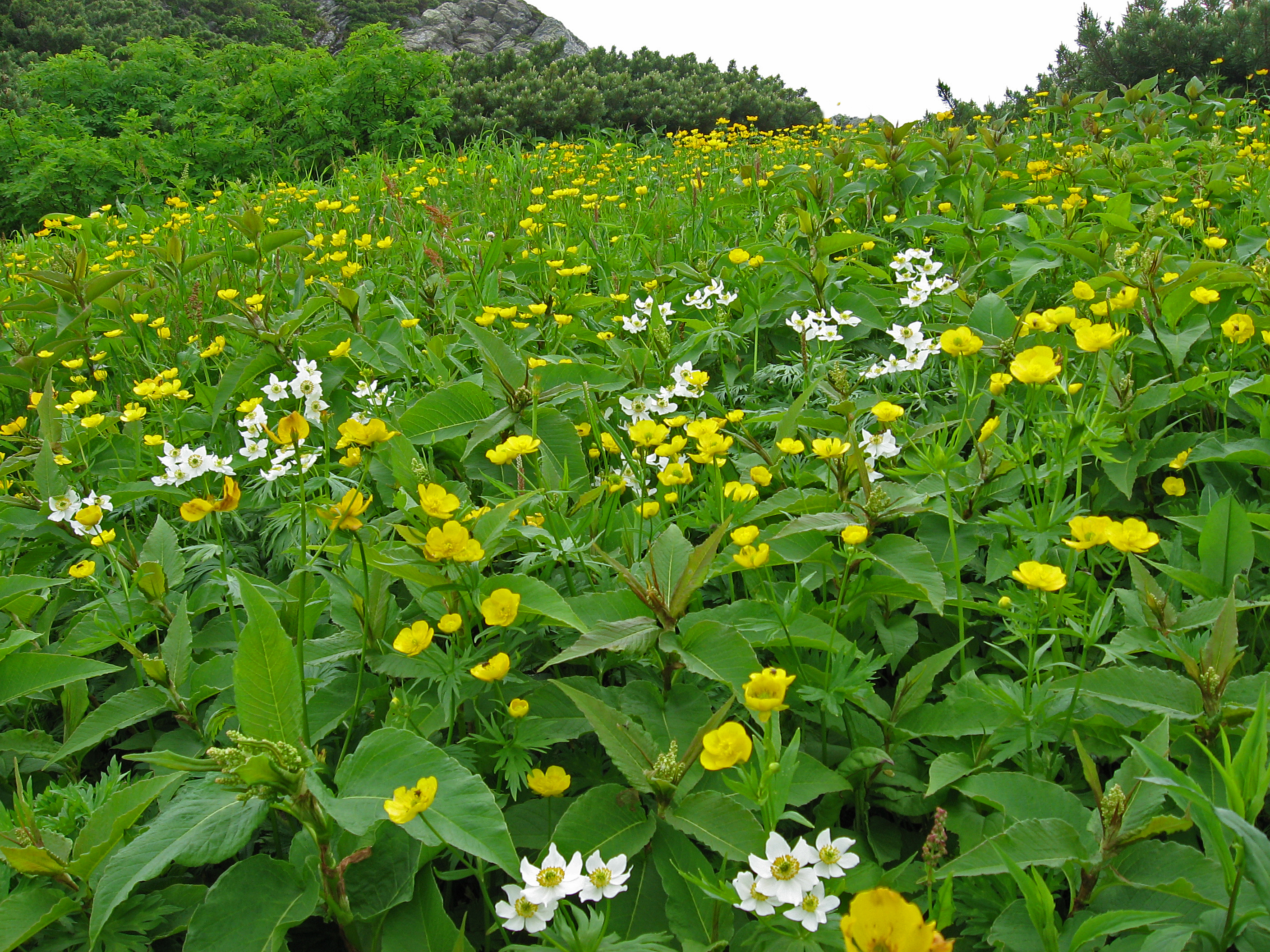
草すべりの高山植物の群生地

### 北岳の植物
北岳を含む赤石山脈は、夏に降雨量が多いため、上部の森林限界のハイマツ、コケモモを除いて、コメツガやシラビソなどの針葉樹林に覆い尽くされている。森林限界の下部には、ダケカンバ、カラマツが多い。残雪が消えた山頂直下南東斜面の石灰岩質の場所では、北岳の固有種であるキタダケソウが咲き始める。キタダケソウが世の中に紹介されるようになったのは1934年からである。他に、高山植物の代表的な固有種であるキタダケトリカブト、キタダケキンポウゲ、キタダケナズナ、キタダケヨモギなどが自生する。キタダケソウ（環境省の絶滅危惧Ⅱ類）と共に、絶滅が危惧されている高山植物にタカネマンテマ（環境省の絶滅危惧ⅠA類）がある。北岳の名を冠し保護が盛んに叫ばれているキタダケソウよりも深刻な状態にあり、盗掘などが原因で個体数が減少している。2010年では100株以下に数を減らしていると考えられている。

#### 登山道周辺の高山植物
各登山道周辺では以下の種が分布している。
- 大樺沢周辺 - ウラジロナナカマド、エンレイソウ、クルマユリ、ゴゼンタチバナ、コミヤマカタバミ、サンカヨウ、シナノキンバイ、ショウジョウバカマ、センジュガンピ、タカネグンナイフウロ、ニリンソウ、ミヤマシシウド、ミヤマハナシノブ、ヤマホタルブクロ
- 八本歯のコル周辺 - イワハゼ、シロバナタカネビランジ、テガタチドリ、ハクサンイチゲ、ハクサンチドリ、ミヤマキンバイ、ミヤマダイコンソウ
- 山頂周辺 - イブキジャコウソウ、イワウメ、イワツメクサ、イワベンケイ、オヤマノエンドウ、キタダケソウ、キタダケトリカブト、キタダケヨモギ、キバナシャクナゲ、キバナノコマノツメ、キンロバイ、タカネスミレ、タカネマンテマ、チシマギキョウ、チョウノスケソウ、トウヤクリンドウ、ハイマツ、ミネウスユキソウ、ミヤマシオガマ
- 小太郎尾根から草すべり一帯 - イブキトラノオ、アオノツガザクラ、エンレイソウ、オオバミゾホオズキ、コバイケイソウ、シナノキンバイ、シモツケソウ、タカネナデシコ、タカネバラ、ツマトリソウ、ハクサンフウロ、マイヅルソウ、ミヤマアキノキリンソウ、ミヤマキンポウゲ、ミヤマクロユリ、ヨツバシオガマ

|          |              |                  |                |                  |                  |
| ハイマツ | キタダケソウ | チョウノスケソウ | ハクサンイチゲ | ミヤマハナシノブ | ミヤマキンポウゲ |

#### 「キタダケ」を冠する和名の種のレッドリスト
山域には10種以上の「キタダケ」を冠する和名の種が自生している。多くの種は環境省や山梨県など各県のレッドリストに指定されている。
- 絶滅危惧I A類（CR)の種
  - 環境省 - キタダケイチゴツナギ、キタダケキンポウゲ、キタダケデンダ、キタダケトリカブト
  - 山梨県 - キタダケイチゴツナギ、キタダケキンポウゲ、キタダケデンダ、キタダケトラノオ、キタダケトリカブト、キタダケヨモギ
- 絶滅危惧I B類（EN)の種
  - 環境省 - キタダケカニツリ、キタダケナズナ、キタダケヨモギ
  - 山梨県 - キタダケカニツリ、キタダケソウ、キタダケナズナ
- 絶滅危惧II類（VU)の種
  - 環境省 - キタダケソウ、キタダケトラノオ
- 準絶滅危惧（NT）の種
  - 環境省 - キタダケオドリコソウ

#### ニホンジカによる食害調査報告
山梨県は2008年度から白峰三山周辺で、ニホンジカの食害による被害の調査を行っている。2008年度の調査では、特に草すべり上部で多くの獣道が見られた。こうした調査を受け、2009年度に環境省は南アルプス国立公園高山植物等保全対策検討会を設置し、この検討会にて「南アルプス国立公園及び隣接する地域における高山植物等保全対策基本計画」を策定した。この計画に基づき2010年度から本格的な調査や対策が行われた。

### 北岳の動物
稜線上のハイマツ帯にはライチョウ、ホシガラス、イワヒバリなどが生息し、山梨県の絶滅危惧ⅠA類(CR)に指定されている。山腹の1000 mから2600 m付近には特別天然記念物であるニホンカモシカが生息している。ホンドオコジョも生息し、岩の隙間を住処としている。また、前述のシカの他にニホンザルも高山帯に進出して食害を引き起こしている。気温の高い夏の間を稜線付近で過ごしながら高山植物を食み、高山植物が減り気温が低くなる8月下旬に稜線付近から下りる、という行動が観察されている。
|            |            |            |                |            |
| ライチョウ | ホシガラス | イワヒバリ | ニホンカモシカ | ニホンジカ |

## 登山
登山基地である広河原での入山者の7割が北岳を目指すほどで、山頂直下には150人規模収容の2つの山小屋がある。北岳バットレスにも登攀ルートが伸びている。また、高山植物が豊富で、特に山頂の南東側斜面(中白峰までの縦走路付近)、山頂北側の白根御池上部の「草すべり」や「右俣コース」、北岳肩の小屋のキャンプ指定地付近などに大きな群落があり、夏には100種以上の高山植物が見られる。

### 登山コース

#### 広河原からのコース

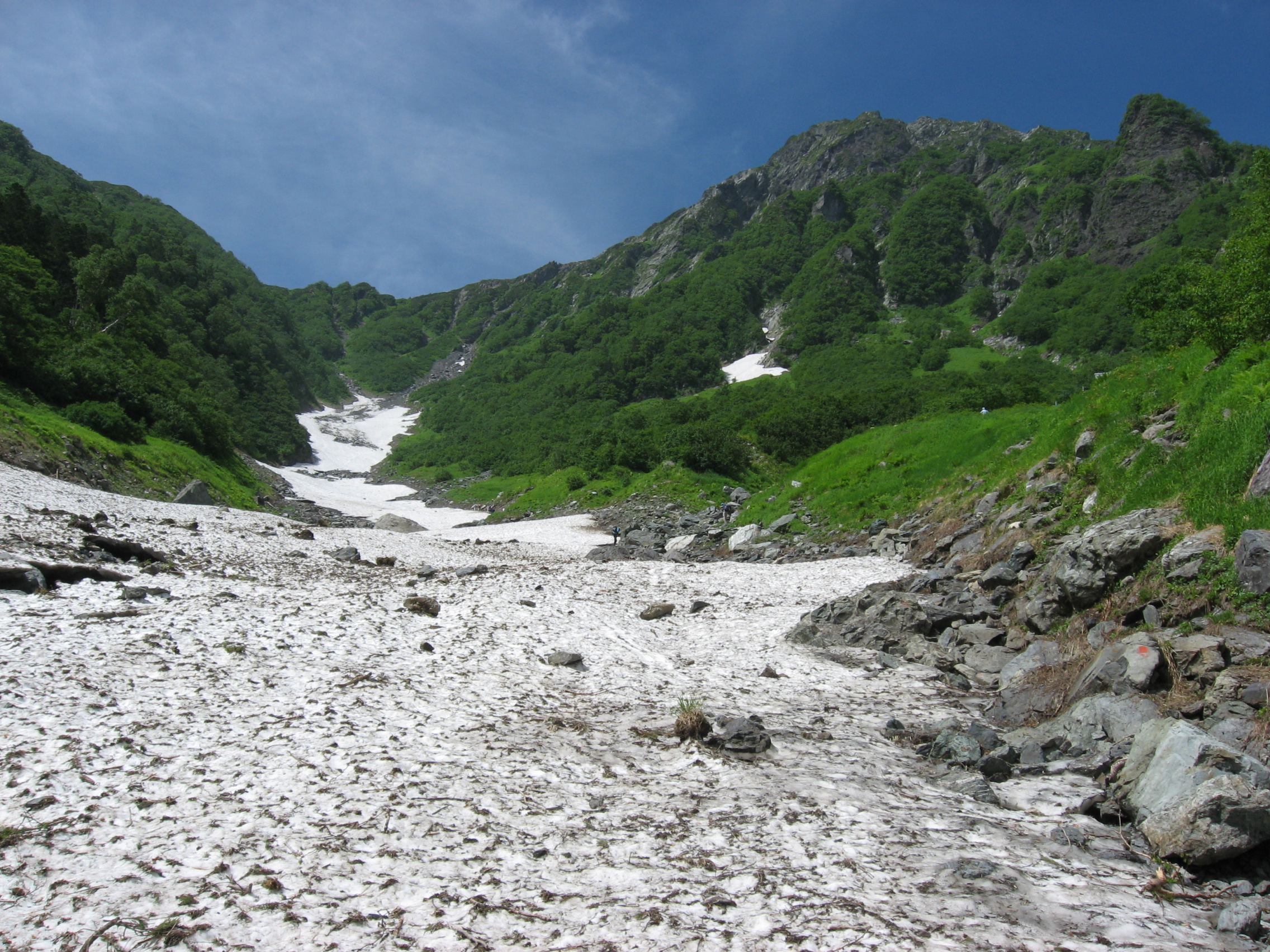
大樺沢雪渓と北岳

広河原 - 大樺沢 - 二俣 - 八本歯のコル - 北岳
広河原 - 大樺沢 - 二俣 - 小太郎尾根 - 北岳肩ノ小屋 - 北岳
広河原 - 白根御池 - 小太郎尾根 - 北岳肩ノ小屋 - 北岳
南アルプス市芦安の広河原は、南アルプス林道と山梨県道37号南アルプス公園線との合流部の野呂川右岸にある北岳へのメインルートの登山口である。甲府方面や北沢峠方面へのバス発着所となるアルペンプラザ広河原がある。夏期の登山シーズン中には、南アルプス署広河原臨時警備派出所が併設される。毎年6月末にアルペンプラザ広河原前の広場で、南アルプス開山祭が行われている。1989年（平成元年）10月15日に、その広場に南アルプス開祖の人として、ウォルター・ウェストン、名取運一、天野久の3名レリーフが埋め込まれた石碑が設置された。
広河原からの登路は大樺沢 (おおかんばさわ) 左俣を利用するもの、大樺沢右俣を利用するもの、草すべりを利用するものの三つに大別される。左俣を利用するものは、夏も残る雪渓歩きや北岳バットレスの展望が特徴。途中八本歯のコルでは梯子を使って登る箇所があり、このコースを登りきると北岳山荘側である北岳の南側の稜線に出る。右俣を利用するものは、二俣から右俣と呼ばれる沢沿いを登る。このコースを登りきると、北岳肩ノ小屋側、即ち北岳の北側の稜線に出る。草すべりを利用するものは白根御池小屋を経る。小屋裏から伸びる「草すべり」と呼ばれる急な登山道を登る。このコースを登りきると、小太郎尾根の稜線に出る。そして北岳肩ノ小屋を経て北岳山頂へ至る。

#### 両俣からのコース
野呂川出合 - 両俣 - 左俣大滝 - 中白峰沢ノ頭 - 北岳肩ノ小屋 - 北岳
北岳の西側から登山をするコースである。野呂川出合から林道を歩き、両俣に建つ両俣小屋に向かう。両俣から野呂川左俣沿いの登山道を歩き、最後の給水地点となる左俣大滝に向かう。この滝の高さは10 mほどである。左俣大滝で沢から離れ、中白峰沢ノ頭を経由して北岳の北側の登山道に合流する。広河原が主要な登山口となっているため、利用者は他のルートと比較して少ない。

#### 池山吊尾根からのコース
鷲ノ住山 - あるき沢橋 - 池山御池小屋 - ボーコン沢ノ頭 - 八本歯のコル - 北岳
バリエーション・ルートとして、池山吊尾根コース (鷲住山展望台からボーコン沢ノ頭を越えて山頂に至る) があるが、一般向きではない。ただし、冬季にはこのルートが一般路となる。

#### 白峰三山縦走のコース
- 北岳 - 北岳山荘 - 中白根山 - 間ノ岳 - 農鳥小屋 - 西農鳥岳 - 農鳥岳 - 大門沢下降点 - 大門沢小屋 - 奈良田第一発電所 - 奈良田

山頂からは中白根山を経由して間ノ岳、西農鳥岳、農鳥岳、奈良田温泉に至る白峰三山縦走路が南に続いている。間ノ岳から三峰岳へ進むと、赤石山脈主稜線の縦走路と合流する。

#### 北岳バットレス (登攀ルート)
広河原 - 大樺沢 - 二俣 - バットレス - 北岳
北岳バットレスには7つの岩稜があり、中でも第4尾根が主たる登路となっている。尾根の間にはガリー(岩溝)があり、それぞれ名が付けられている。

### 山小屋
周辺には、下表の複数の山小屋があり、一部の山小屋にはキャンプ指定地が併設されている。主に無雪期の登山シーズン中に有人の営業が行われ、冬期は一部が緊急避難場所として開放される小屋がある。水は山小屋の天水やペットボトルを購入したり、条件により小屋の下部の水場の流水から得ることができる。広河原にあった『広河原ロッジ』は、2004年（平成16年）3月に閉鎖されて、その後撤去された。
北岳周辺で営業をしている山小屋で、最も利用されているのは北岳山荘である。2004年から2008年にかけての間は、毎年1年間で8000人前後の利用者を集めた。次いで利用されているのは北岳肩ノ小屋で、同様の期間におおよそ毎年6000人の利用者を集めた。
周辺の山小屋に関する情報は下表を参照。
| 画像 | 名称         | 所在地                 | 標高/m | 北岳からの 方角と距離/km | 収容 人数 | キャンプ 指定地 | 備考                      | 出典   |
| ---- | ------------ | ---------------------- | ------ | ------------------------ | --------- | --------------- | ------------------------- | ------ |
|      | 広河原山荘   | 野呂川上流左俣出合付近 | 1530   | 北東 3.7                 | 80        | テント100張     |                           | [ 45 ] |
|      | 両俣小屋     | 野呂川左俣沢出合       | 2020   | 西 3.2                   | 30        | テント40張      |                           | [ 55 ] |
|      | 白根御池小屋 | 白根御池畔             | 2238   | 北東 1.8                 | 150       | テント40張      |                           | [ 56 ] |
|      | 北岳肩ノ小屋 | 北斜面山頂直下         | 3010   | 北 0.5                   | 150       | テント50張      |                           | [ 46 ] |
|      | 北岳山荘     | 北岳・中白根山鞍部     | 2900   | 南南西 1.2               | 150       | テント80張      | 昭和大学医学部 夏山診療所 | [ 20 ] |
|      | 池山御池小屋 | 池山吊尾根の御池畔     | 2900   | 東 4.1                   | 30        | なし            | 避難小屋                  | [ 57 ] |
|      | 農鳥小屋     | 間ノ岳・西農鳥岳鞍部   | 2800   | 南 4.9                   | 120       | テント50張      |                           | [ 58 ] |

### 交通・アクセス
最寄りの登山口である広河原はマイカー規制が行われるため、夜叉神峠や戸台(北沢峠経由)からの観光や登山用の市営バスが運行されている。この市営バスの利用者は、2008年度には山梨県側から26636人、長野県側から43635人が利用した。1980年の運行開始以来、2008年度までに累計1888554人がこれらのバスを利用した。

## 北岳が取り扱われた作品

### 芸術・文学
- 俳人の前田普羅（1884年 - 1954年）は1937年（昭和12年）1月17日に『東京日日新聞』紙上に「甲斐の山々」と題した北巨摩（北杜市域）の山々を詠んだ五句を発表し、その中に北岳に関する「奥白根かの世の雪をかゞやかす」の句がある。
- 山岳写真家の白簱史朗が『北岳』の写真集を出版した。
- 深田久弥が『日本百名山』（新潮社、2003年4月、改訂版、ISBN 4-10-122002-6）などの本で北岳を紹介。
- 田中澄江が『新・花の百名山』（文春文庫、1995年6月、ISBN 4-16-731304-9）で、北岳とその高山植物（キタダケソウ、ミソガワソウ、タカネマンテマなど）を紹介[4]。
- 梓林太郎が『北岳 殺意の岩壁』（ワンツーマガジン社、2004年12月、ISBN 978-4901579766）の推理小説を出版。
- 高村薫の『マークスの山』の序章と終盤の舞台は北岳である。
- 樋口明雄[62]の山岳小説『南アルプス山岳救助隊Ｋ－９』シリーズは、北岳白根御池小屋に山岳救助隊の警備派出所があるという設定。山岳救助犬とハンドラーたちが活躍する。

### テレビ番組
- 『日本百名山 北岳』 NHK衛星第2テレビジョン、1994年12月5日放送[63]
- 『花の百名山 北岳 キタダケソウ』 NHK衛星第2テレビジョン、1995年9月18日放送[64]
- 『小さな旅 嶺悠々と～南アルプス 北岳～』 NHK総合テレビ、小さな旅、2001年9月2日放送[65]
- 『さわやか自然百景 南アルプス・北岳』 NHK総合テレビ、さわやか自然百景、2002年9月15日放送[66]
- 『週刊 日本の名峰 北岳』 NHKデジタル衛星ハイビジョン、2006年12月17日放送[67]
- 『2位さんはつらいよ』 NHKBSプレミアム、2021年4月16日放送

### 楽曲
- 細川たかし『北岳』（2015年）

## 日本第二位の高峰として
北岳は日本で2番目に高い山であることから、様々な「2番目を表す比喩表現」に使われている。
ネガティブな表現で用いられるケースが多く、スポーツ大会や芸術での選考において1位しか注目されないことを、富士山と北岳の知名度の違いで表現される。
また、富士山が特徴的な山体をしていることと、独立峰であるために各方向から発見しやすいことに対し、北岳は周辺を南アルプスの高峰に囲まれているため市街地から見えにくく、見えたとしても山頂の一部のみとなってしまう。また、山岳写真から北岳を判別することも容易ではなく、これらのことから富士山との知名度の差が大きい。

## 関連画像
北岳からの眺望
北岳の風景

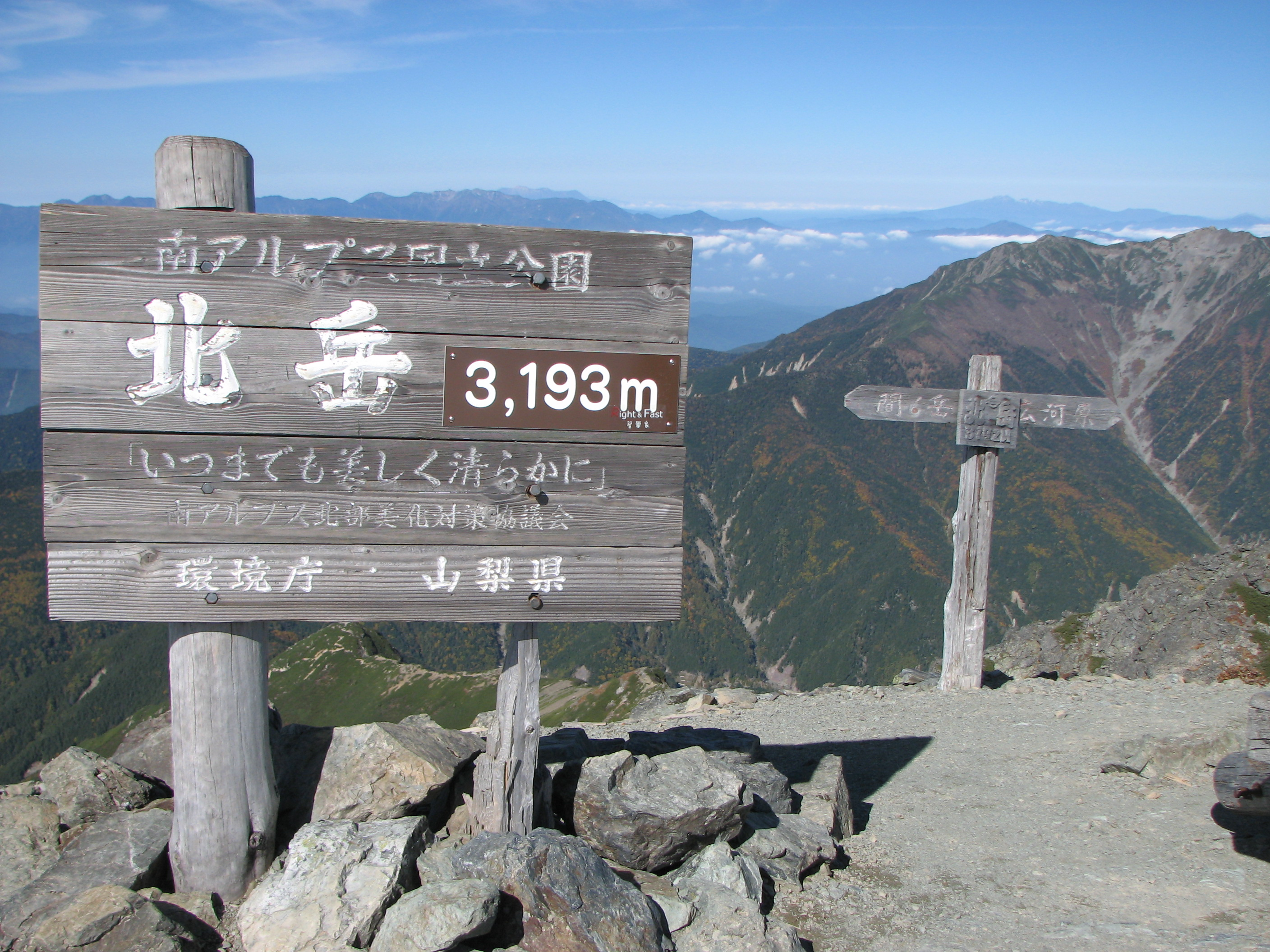
新旧の標高を表示する山頂標識
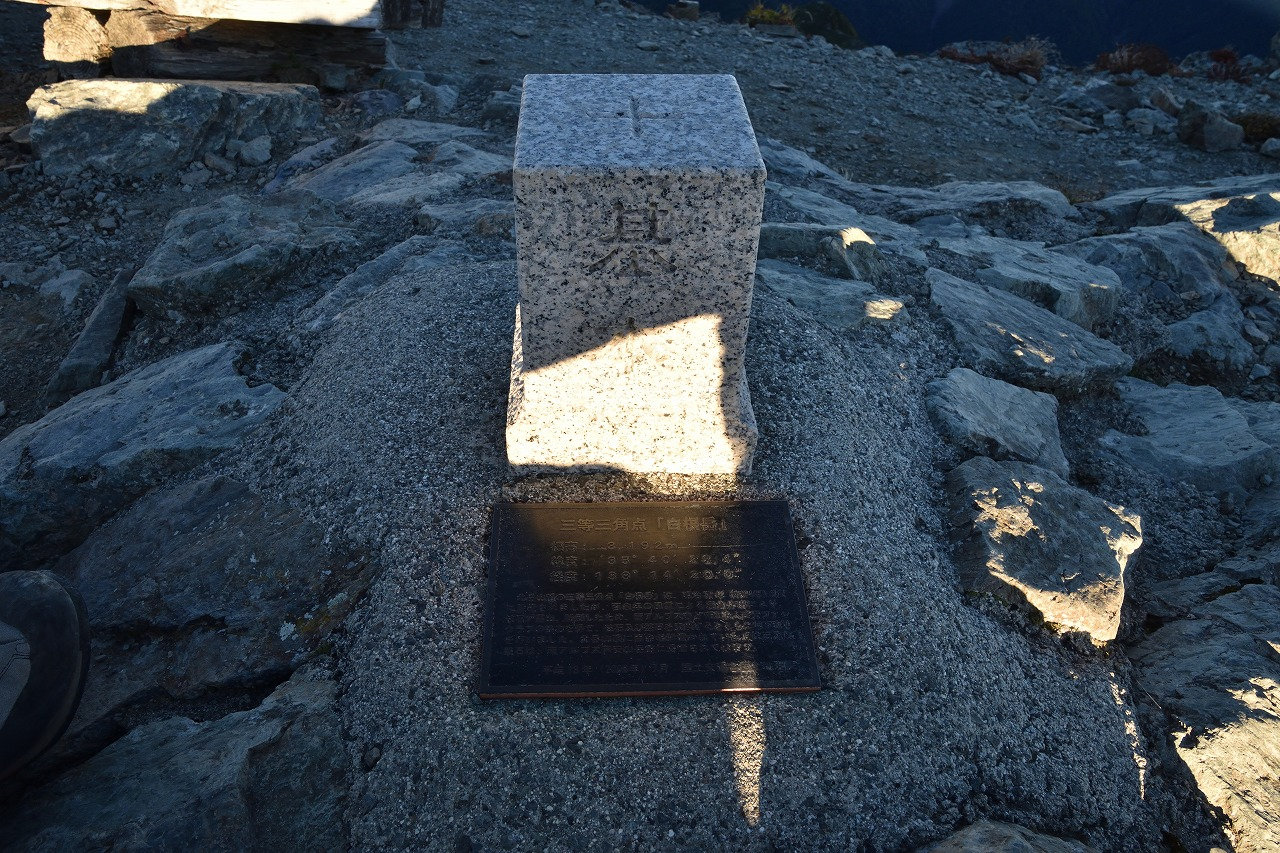
北岳山頂の三等三角点「白根岳」
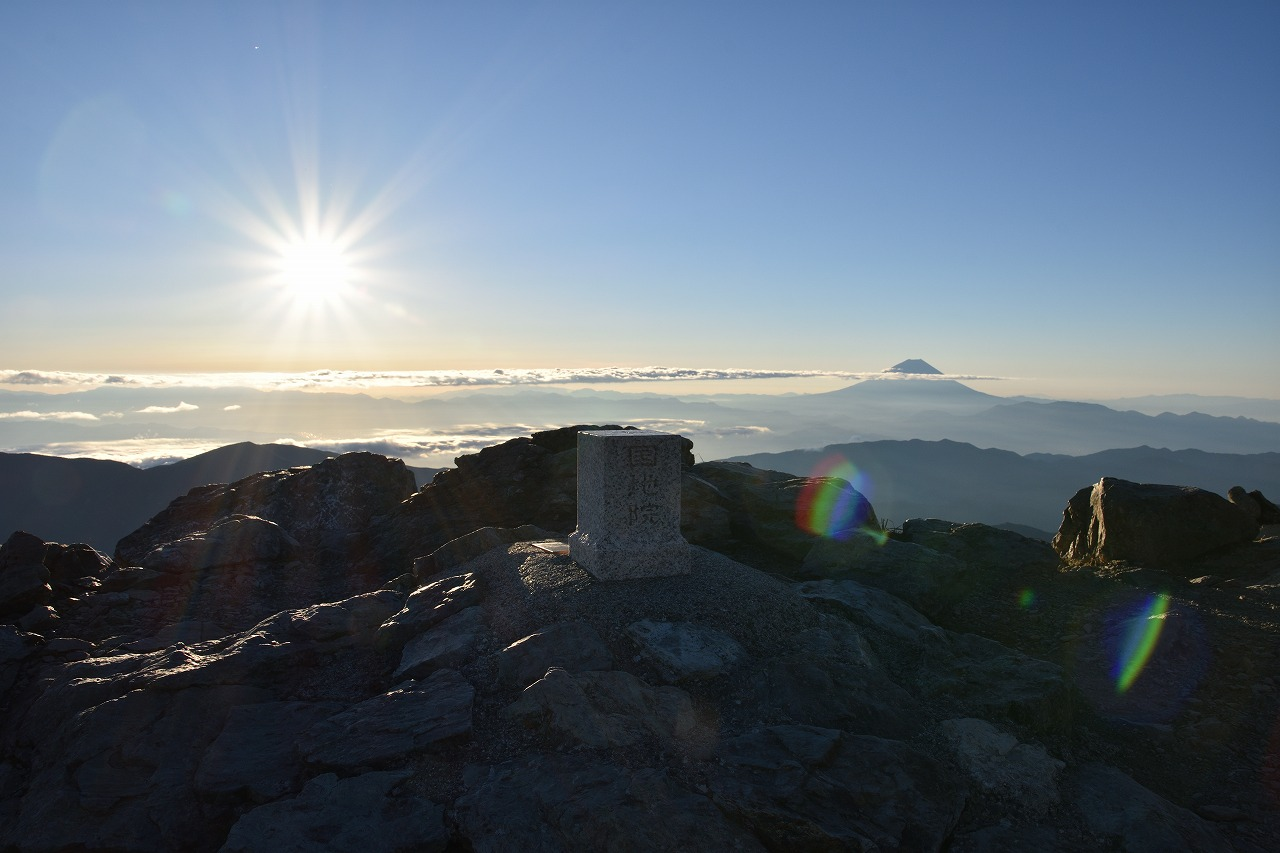
三等三角点「白根岳」と山頂からの眺望
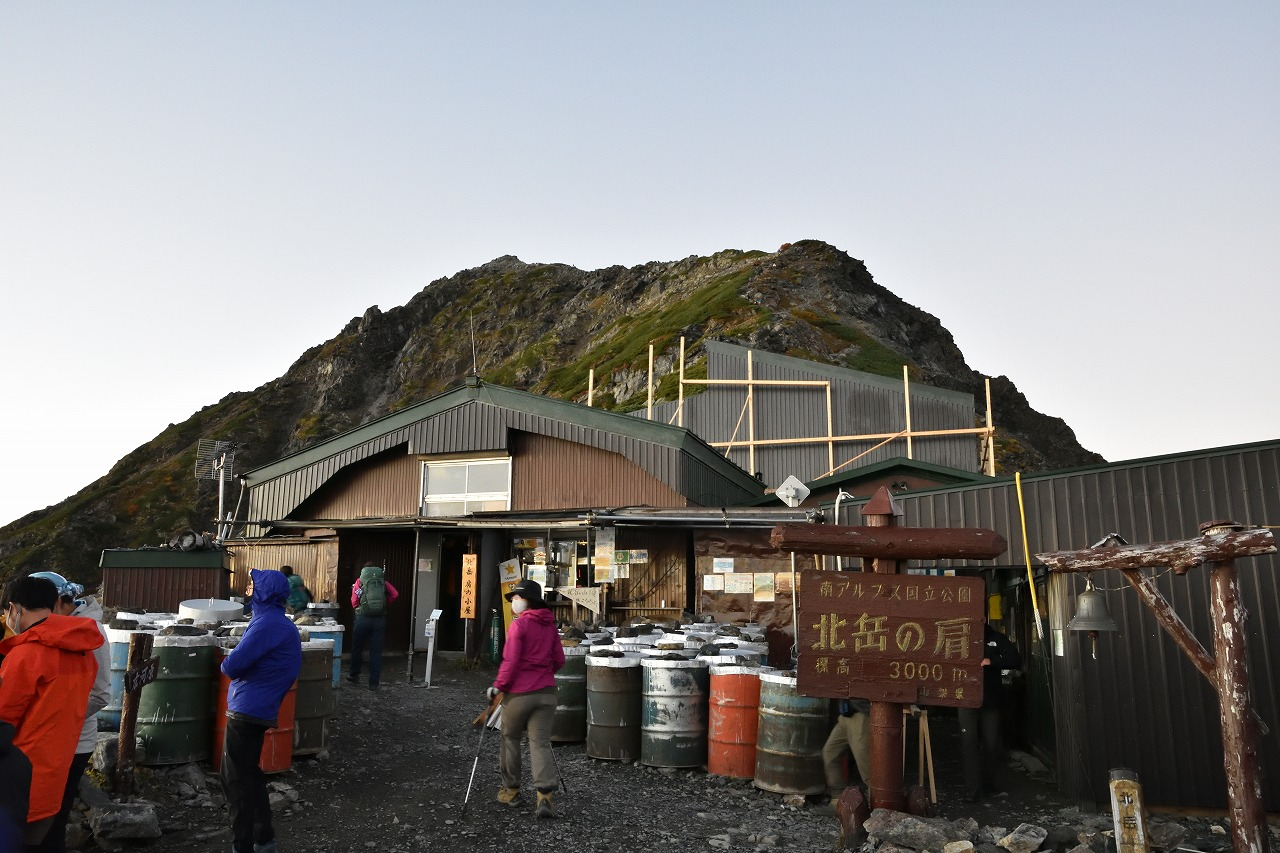
北岳肩の小屋から見る北岳山頂
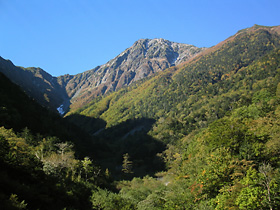
広河原より仰ぐ北岳
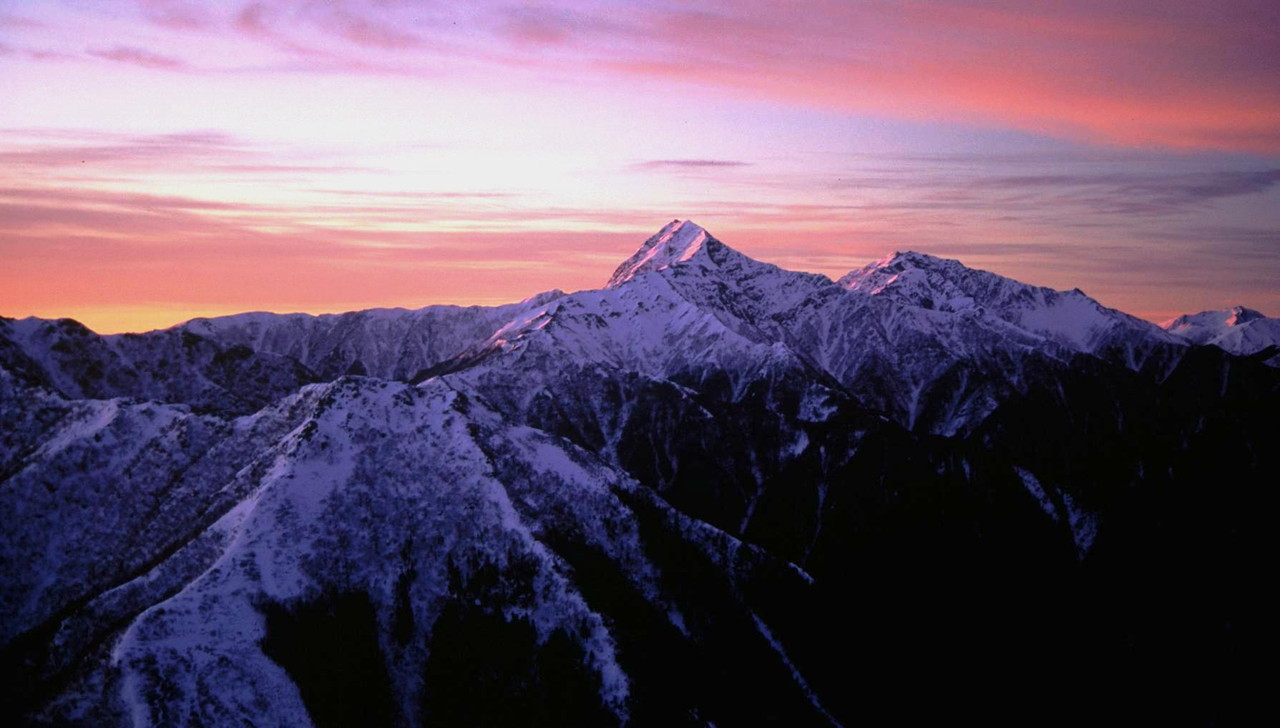
駒津峰から望む北岳の朝焼け[注釈 2]
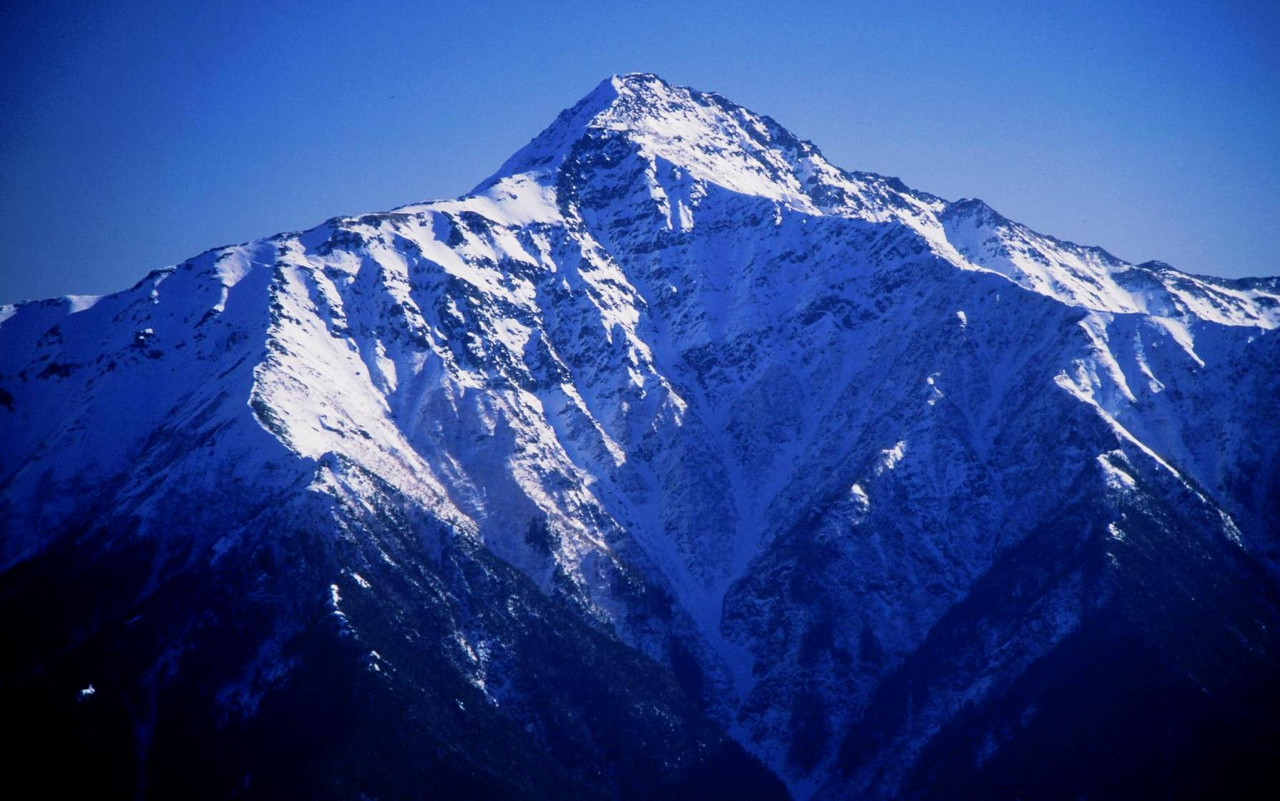
小仙丈ヶ岳から望む北岳
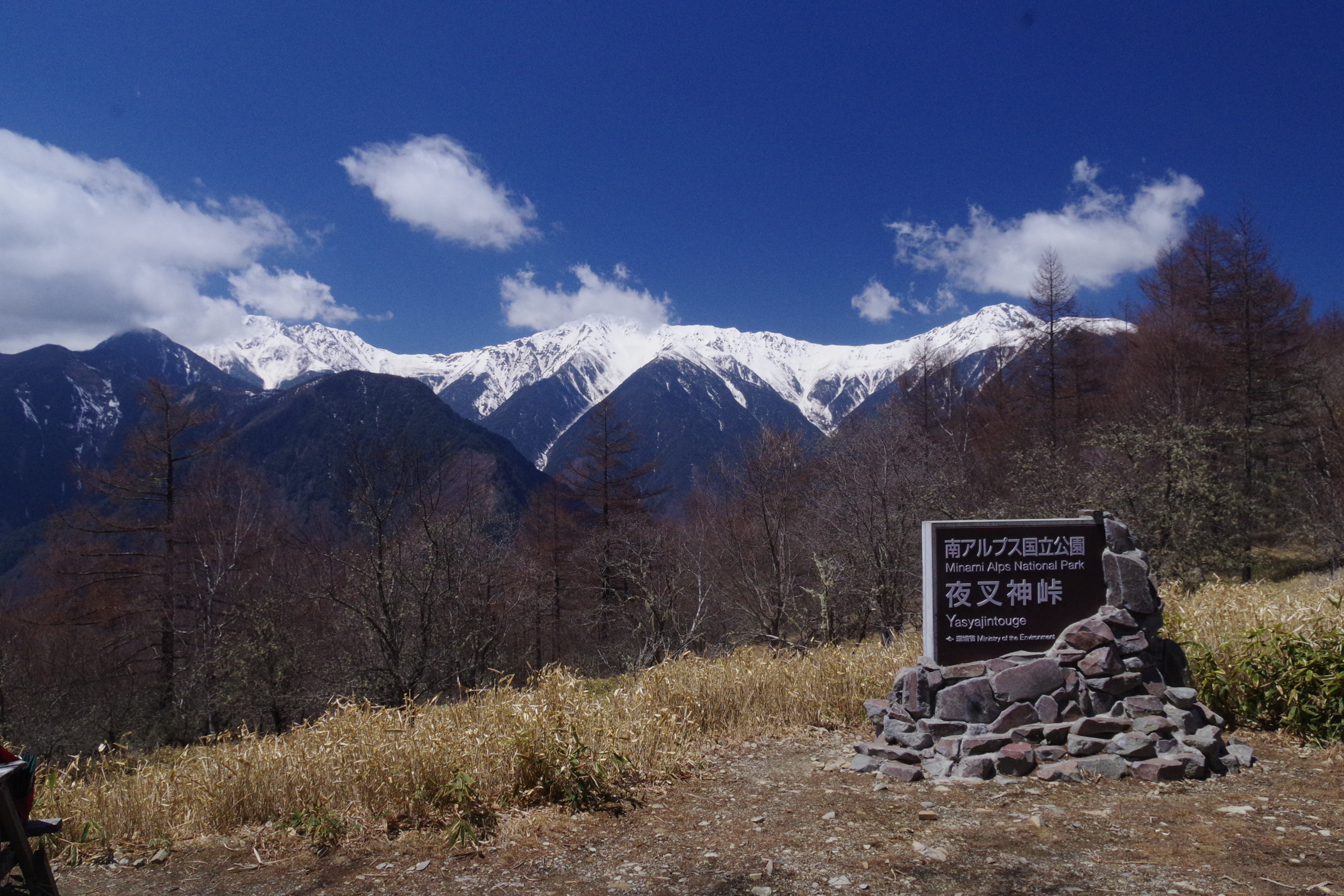
夜叉神峠から見る白峰三山。右端が北岳
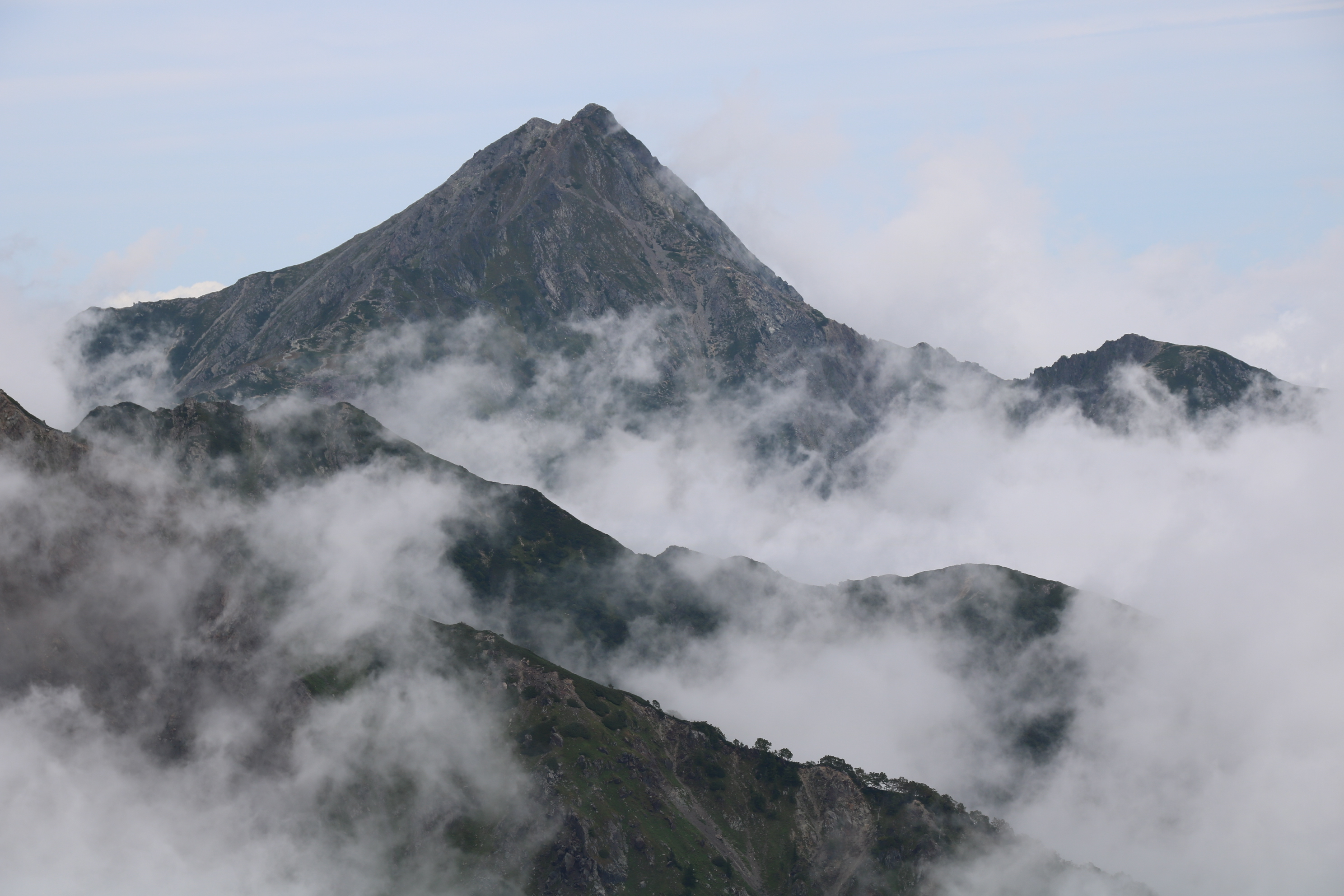
農鳥岳から望む。
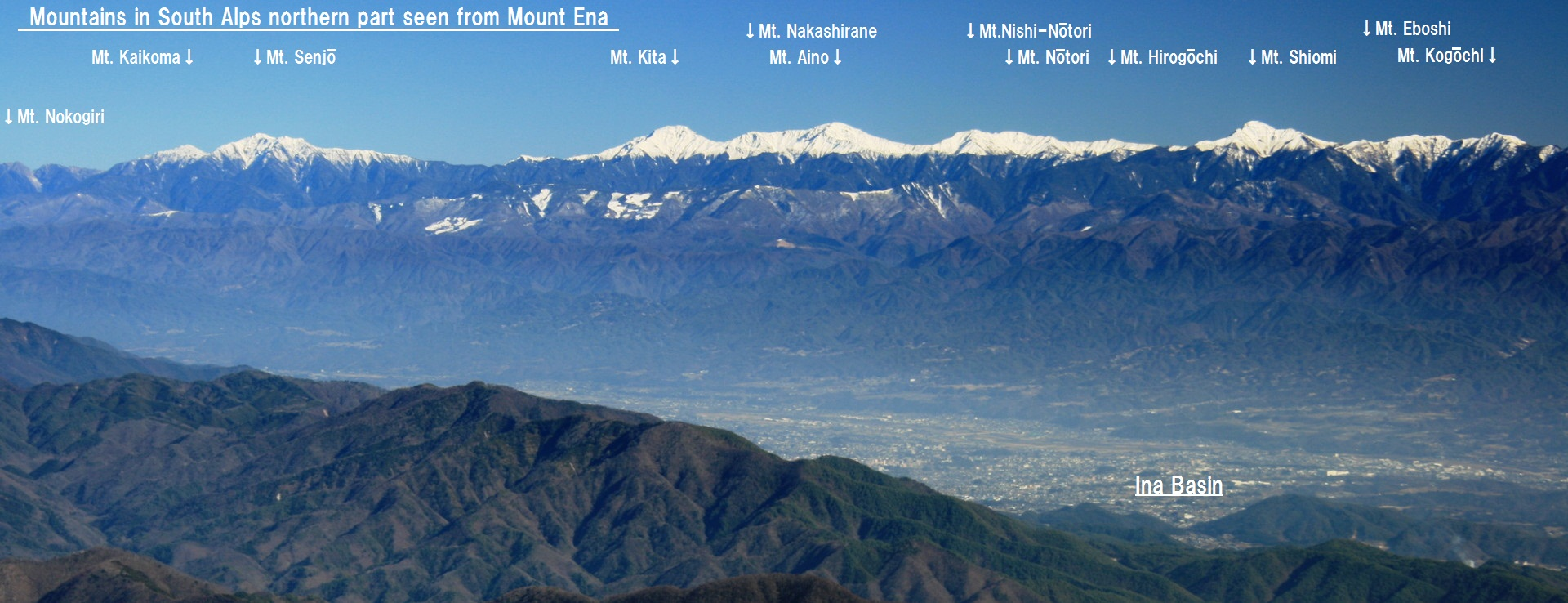
赤石山脈北部の山並み (恵那山より)
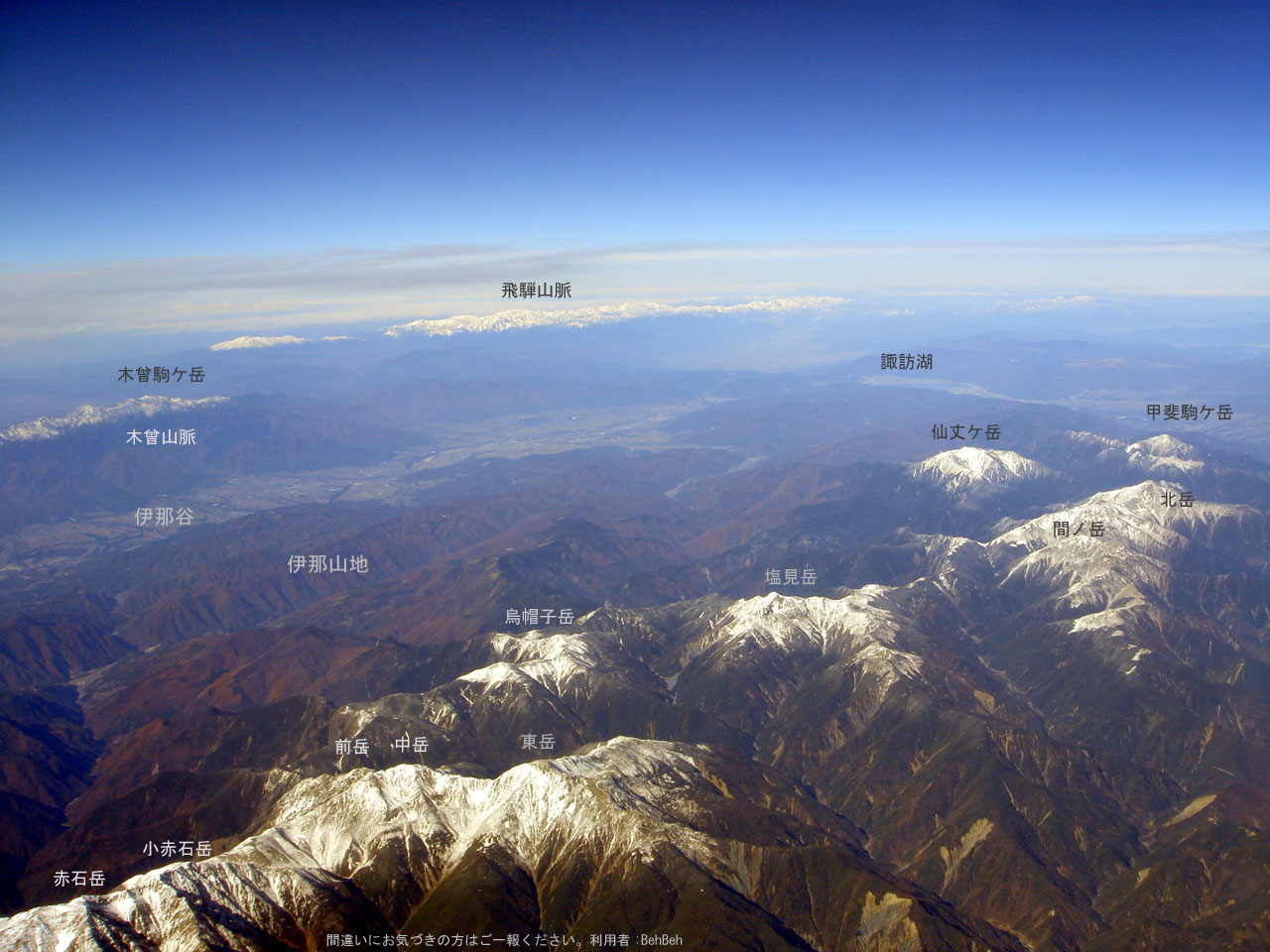
北岳周辺の山(南方上空より)
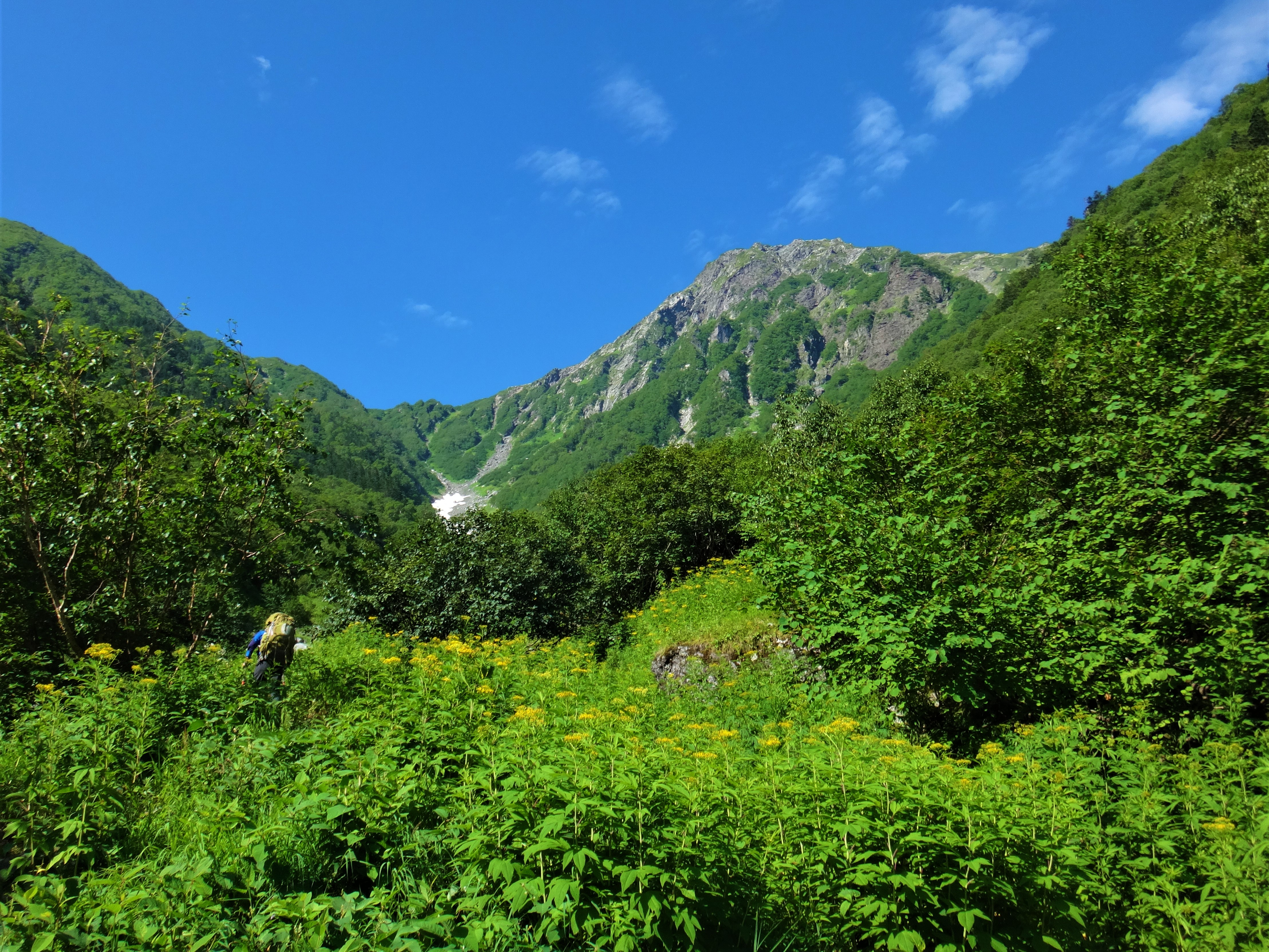
大樺沢上部からの北岳
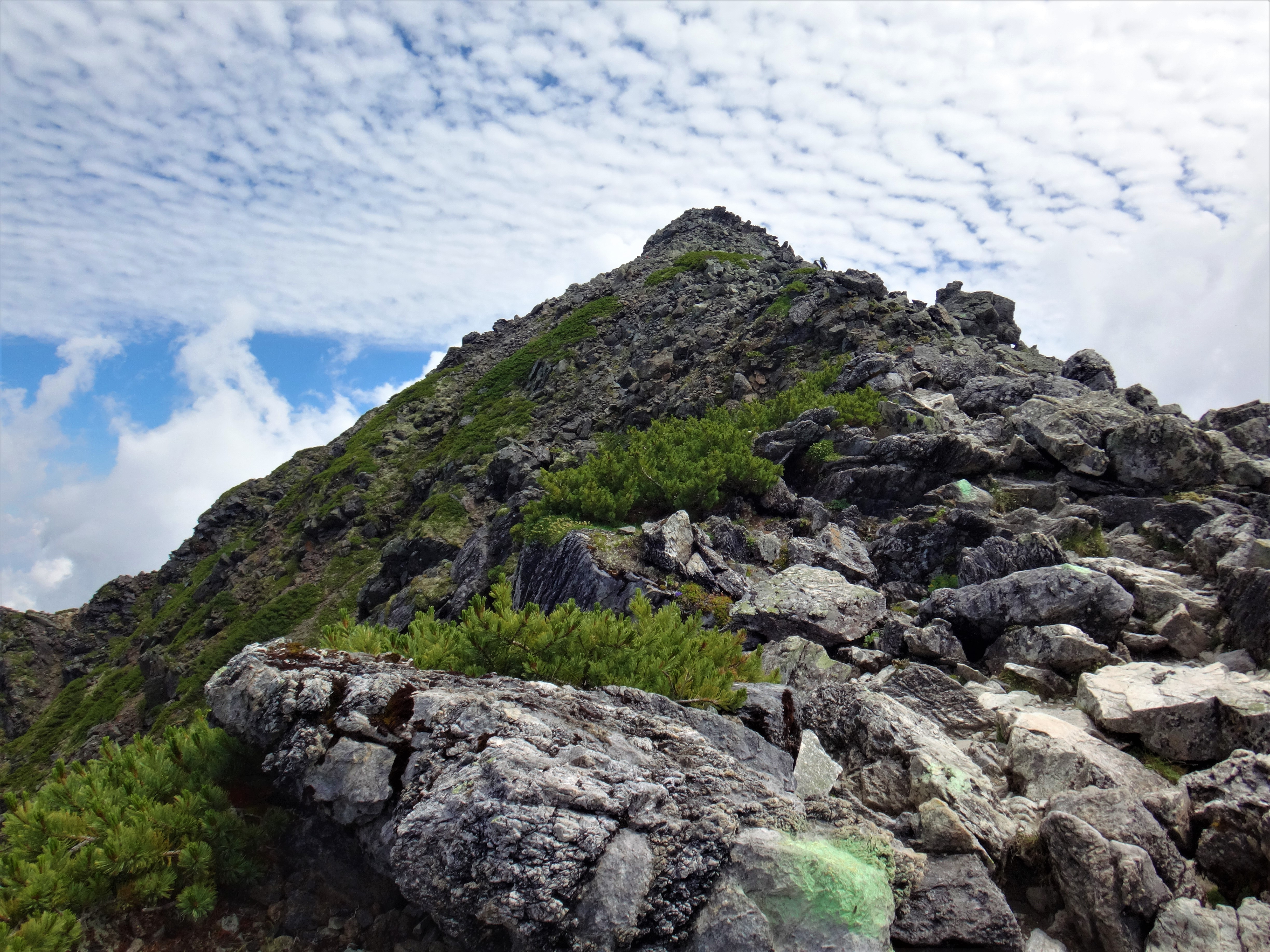
北岳山頂直下にて
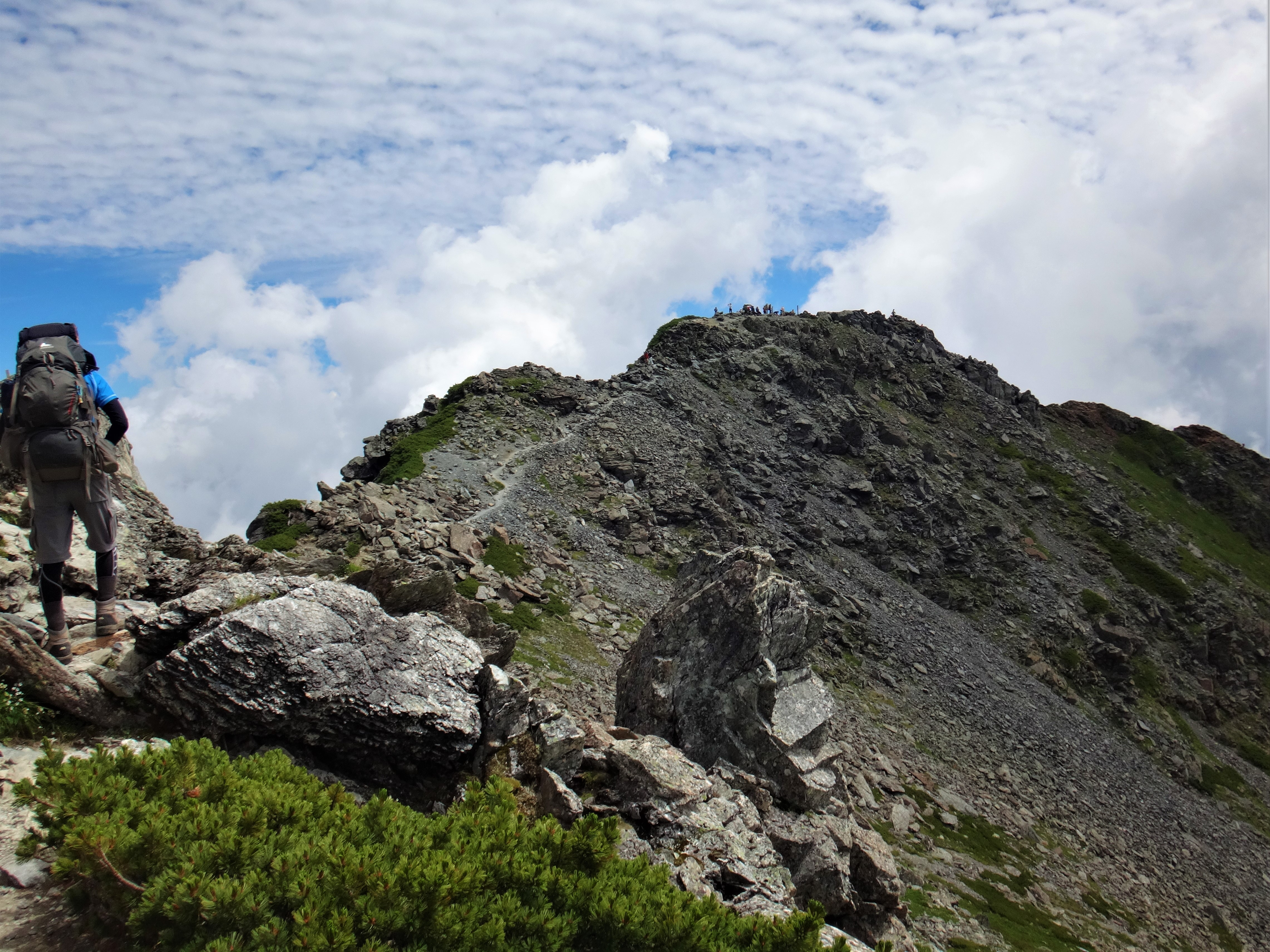
北岳山頂手前にて
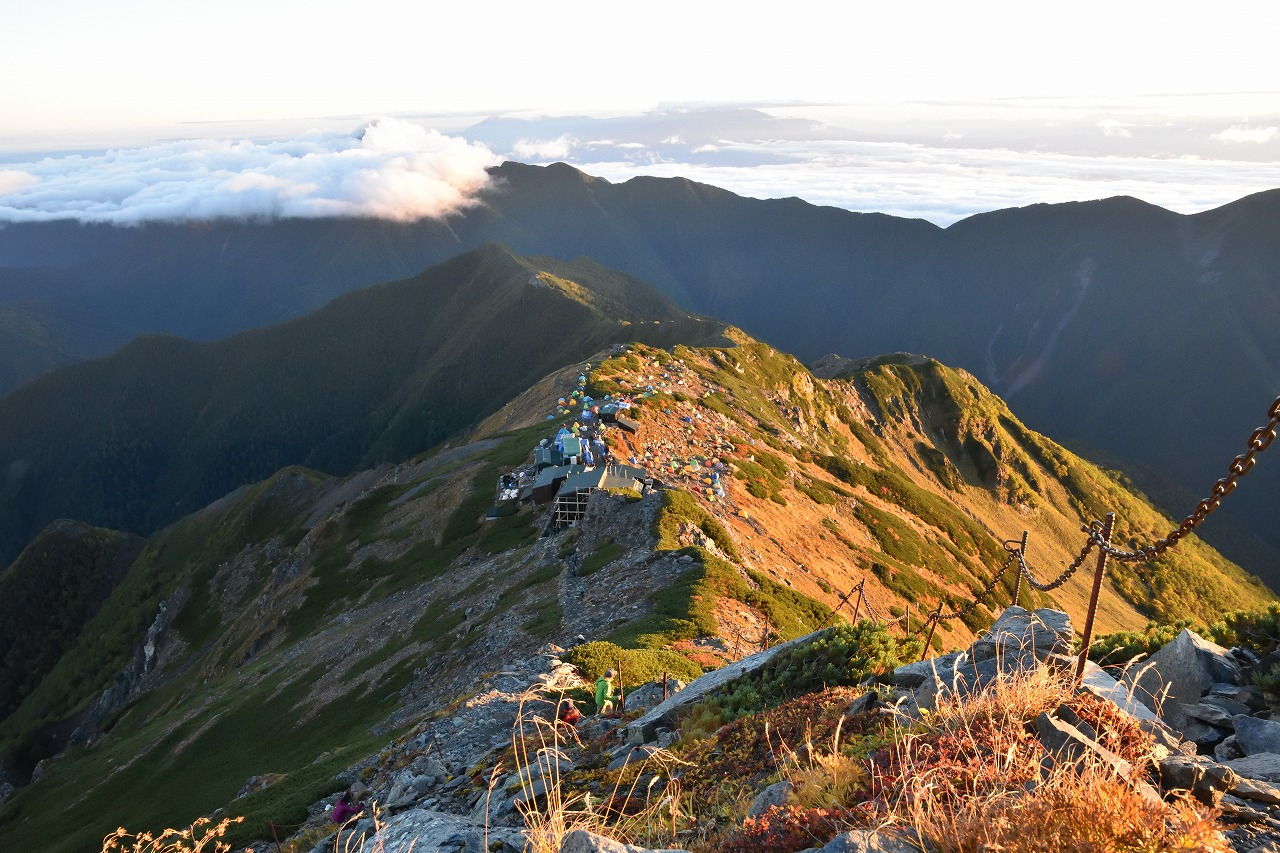
北岳山頂への登山道から見た肩の小屋
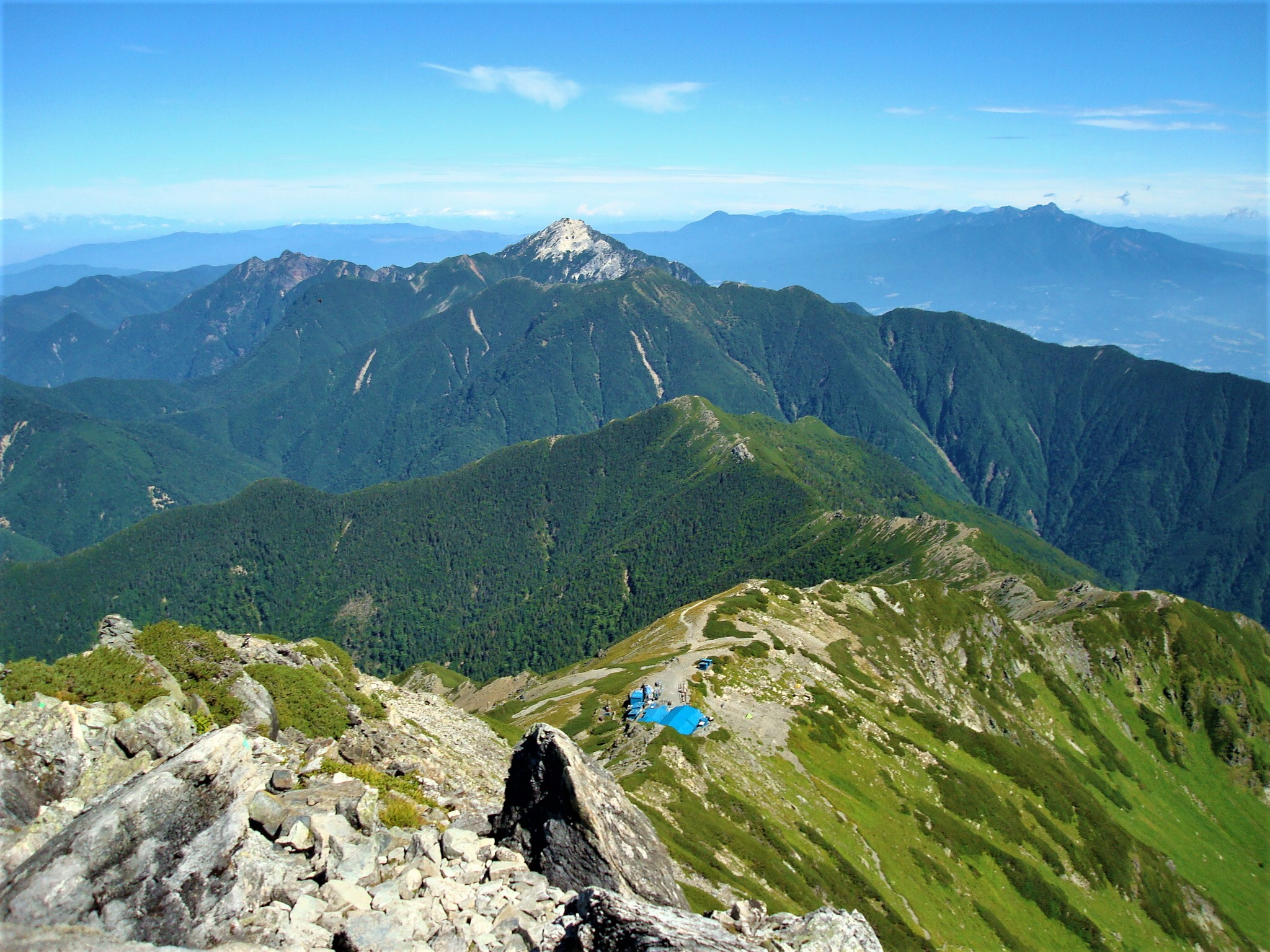
北岳から北岳肩の小屋と甲斐駒ヶ岳
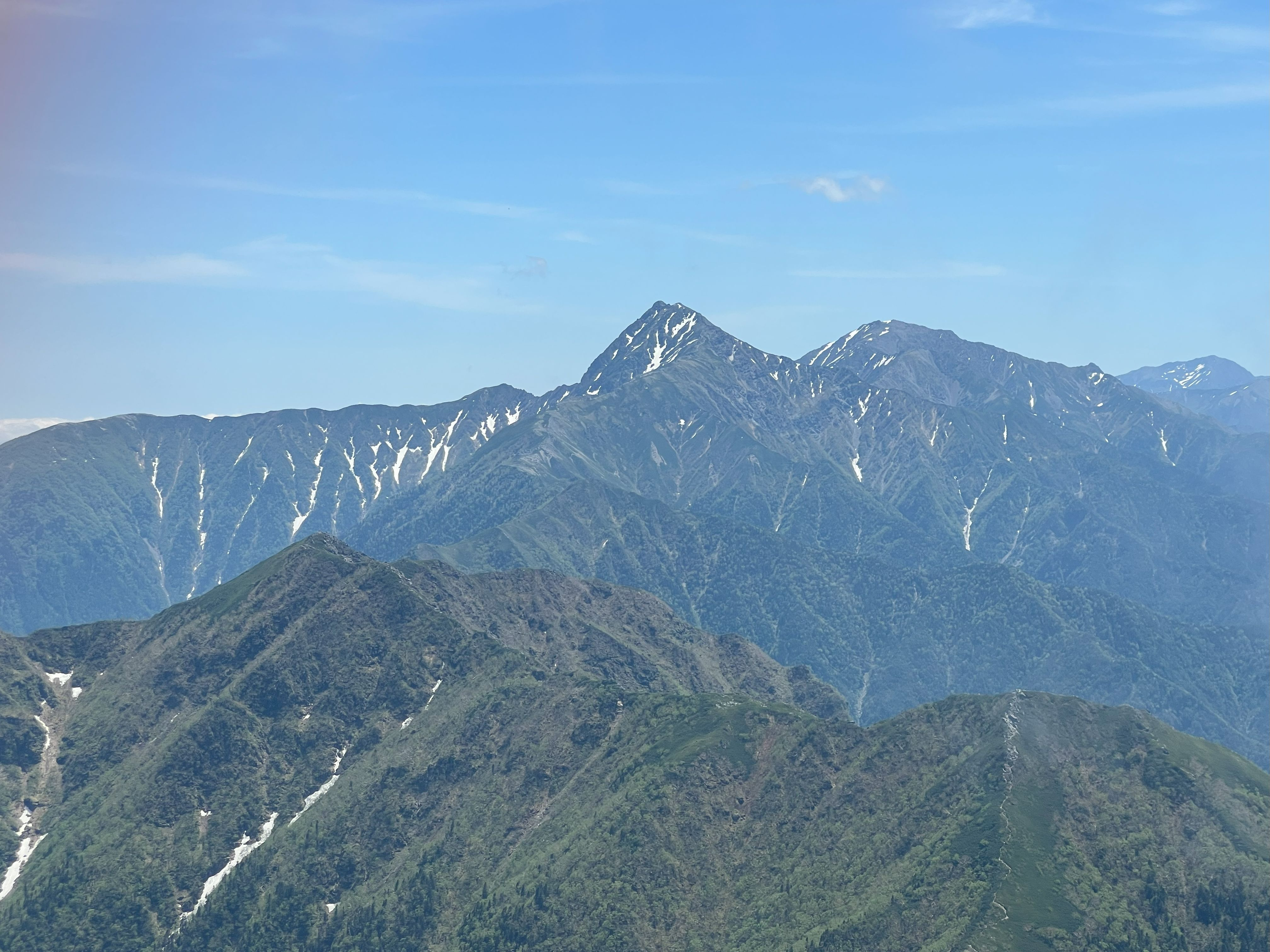
甲斐駒ヶ岳方面より望む北岳